# Zodariellum doroshkini
Espèce
Zodariellum doroshkini est une espèce d'araignées aranéomorphes de la famille des Zodariidae.

## Distribution
Cette espèce est endémique du Haut-Badakhchan au Tadjikistan,. Elle se rencontre vers Khorog.

## Description
Le mâle holotype mesure 3,65 mm.

## Systématique et taxinomie
Cette espèce a été décrite par Fomichev et Zamani en 2024.

## Étymologie
Cette espèce est nommée en l'honneur de Vyacheslav V. Doroshkin.

## Publication originale
- Fomichev et Zamani, « New data on species of Zodariellum Andreeva & Tyshchenko, 1968 (Araneae: Zodariidae) in Central Asia », Arachnology, vol. 19, no 8,‎ 2024, p. 1055-1059